# 켐프저빌
켐프저빌(Gerbilliscus kempi)은 황무지쥐아과에 속하는 설치류의 일종이다. 베넹과 부르키나 파소, 부룬디, 카메룬, 중앙아프리카공화국, 차드, 콩고민주공화국, 코트디부아르, 에티오피아, 가나, 기니, 케냐, 말리, 나이지리아, 르완다, 시에라리온, 수단, 토고, 우간다에서 발견되며, 라이베리아에서도 서식하는 것으로 추정된다. 자연 서식지는 아열대 또는 열대 기후 지역의 건조림, 건조 사바나 지역, 건조 관목 지대, 농지, 목초지이다.